# 雷蒙·貝洛
雷蒙·貝洛（1929年6月9日—2019年2月24日）是一名法國前足球運動員，司職進攻中場。在1958世界盃期間，貝洛是法國國家隊的一員，最終法國隊獲得季軍，但他從未代表法國國家隊出場。

## 球會生涯
- 1955–1958：摩納哥

## 榮譽
- 世界盃 季軍：1958年[1]

## 外部鏈接
- RAYMOND BELLOT於法國足球總會（法語）